# Coleoxestia tupunhuna
Espèce
Coleoxestia tupunhuna est une espèce de coléoptères de la famille des Cerambycidae.